# Строцци, Барбара
Барбара Строцци (итал. Barbara Strozzi, иначе итал. Barbara Valle, крещ. 6 августа 1619, Венеция — 11 ноября 1677, Падуя) — итальянская певица

 (сопрано), прозванная «Виртуознейшей» (итал. Virtuosissima), актриса

, композитор эпохи барокко.

## Биография и творчество
Приёмная (может быть, внебрачная) дочь одного из представителей известного флорентийского семейства Строцци, поэта Джулио Строцци, который и сам был внебрачным сыном. Училась у Франческо Кавалли. Первой из музыкантов эпохи стала публиковать свои авторские сочинения в одиночку, а не в сборниках. Целиком посвятила себя камерному вокальному искусству — мадригалам, кантатам, ариеттам для сопрано и баса континуо (клавесина или лютни), развивавшим традиции Клаудио Монтеверди. 

## Сочинения
- Первая книга мадригалов на стихи Джулио Строцци, для двух, трёх, четырёх или пяти голосов и баса континуо, op. 1 (1644)
- Кантаты, ариетты и дуэты, для одного или двух голосов и баса континуо, op. 2 (1651)
- Кантаты и ариетты, для одного, двух или трёх голосов и баса континуо, op. 3 (1654)
- Священные музыкальные аффекты (Sacri musicali affetti), книга I, op. 5 (1655)
- Quis dabit mihi, мотеты для 3 голосов, без номера (1656)
- Ариетты для сольного голоса, op. 6 (1657)
- Развлечения Эвтерпы (Diporte di Euterpe), или Кантаты и ариетты для сольного голоса, op. 7 (1659)
- Арии для сольного голоса, op. 8 (1664)

Сочинения Барбары Строцци переиздаются и исполняются до нынешнего дня.